# Krzysztof Deszczyński
Krzysztof Deszczyński (ur. 15 stycznia 1951 w Poznaniu) – polski aktor lalkarz, scenarzysta i reżyser.

## Życiorys
Swoją pierwszą pracę artystyczną rozpoczął w poznańskim Teatrze Lalki i Aktora Marcinek. W stanie wojennym odszedł z teatru i rozpoczął pracę na własny rachunek. Od 1983 roku Krzysztof Deszczyński, Krzysztof Jaślar i Zbigniew Górny stworzyli cykl widowisk telewizyjnych dla dzieci, pt. „Dziecko potrafi”. W 1985 roku napisał i wyreżyserował pierwszy spektakl kabaretowy dla dzieci pt. „6 dni z życia kolonisty”, w którym wystąpił Bohdan Smoleń i od tej daty zaczęła się ich stała współpraca. Następnie został dyrektorem artystycznym Estrady Poznańskiej. W 1990 roku założył firmę Smoleń i Deszczyński, a rok później powstał Kabaret Bohdana Smolenia. Napisał i wyreżyserował wszystkie programy tego kabaretu. W 1997 roku powstał program kabaretowy „Jubileusz, czyli 50 lat wątroby Bohdana Smolenia” i pod tym samym tytułem EMI Polska wydało płytę z piosenkami autorstwa Krzysztofa Deszczyńskiego i Sławomira Sokołowskiego. W 2000 roku założył Kwadrat-Expo Com.Pl, następnie Stowarzyszenie Zostań Gwiazdą Kabaretu, organizuje ogólnopolski festiwal kabaretowy „Zostań Gwiazdą Kabaretu”, który odbywa się w Scenie na Piętrze Estrady Poznańskiej. W 2008 roku wyprodukował płytę Loranc śpiewa Jakubczak. Szlagiery tragicznie zmarłej Ludmiły Jakubczak „Gdy mi Ciebie zabraknie”, „Szeptem”, „Alabama”, „W zielonym zoo” w rytmach samby i bossa novy śpiewa Iwona Loranc, laureatka Grand Prix na Przeglądzie Piosenki Aktorskiej we Wrocławiu w 2002 roku.
Od 2019 roku zajmuje się pisaniem wspomnień i literatury podróżniczej.

## Realizacje
- 1982 – „Choć to bajka, lecz nie bajka, czyli NIKI W KRAINIE TECHNIKI”, scenariusz i teksty piosenek Andrzej Sobczak i Andrzej Kosmala, adaptacja i reżyseria Krzysztof Deszczyński, muzyka Krzysztof Krawczyk i Janusz Piątkowski, scenografia Wojciech Müller, wystąpili: Alicja Kubaszewska, Wojciech Siedlecki, Jacek Flur, Krzysztof Deszczyński; kier. produkcji Marek Szpendowski, produkcja Zjednoczone Przedsiębiorstwo Rozrywkowe w Poznaniu[11]
- 1983 (7, 8, 9 stycznia) – scenariusz, reżyseria, prowadzenie – widowisko dla dzieci pt. „Załoga G, kosmos i Ty”. Udział Wielkopolskiej Orkiestry Symfonicznej pod dyrekcją Aleksandra Maliszewskiego, scenografia Marek Grabowski[11]
- 1983 czerwiec – scenariusz, prowadzenie – „Dziecko potrafi” – współtwórca scenariusza Krzysztof Jaślar, reżyseria Marek Wilewski, kierownik muzyczny Zbigniew Górny, scenografia Marek Grabowski
- 1983 grudzień – „SANIAMI BLIŻEJ”, scenariusz i reżyseria Krzysztof Deszczyński, scenografia Marek Grabowski, zespół muzyczny pod dyr. Marzeny Osiewicz, uczniowie III klasy Szkoły Muzycznej przy ul. Solnej w Poznaniu; produkcja Estrada Poznańska[11]
- 1984 styczeń – scenariusz, reżyseria, prowadzenie – „Pali się” z cyklu „Dziecko potrafi” – współtwórca scenariusza i reżyserii Krzysztof Jaślar, kierownik muzyczny Zbigniew Górny, scenografia Marek Grabowski
- 1984 czerwiec – „DOOKOŁA KARUZELI”, scenariusz i reżyseria Krzysztof Deszczyński, scenografia Marek Grabowski, zespół muzyczny pod dyr. Marzeny Osiewicz, wykonawcy: Jacek Baszkiewicz, Maciej Nowak, Andrzej Czerski, Jacek Łapot z kabaretu Długi, uczniowie Szkoły Muzycznej przy ul. Solnej w Poznaniu, m.in. Katarzyna Klich, Anna Parzyńska-Paschke, Bartosz Melosik i Przemysław Kieliszewski; produkcja Estrada Poznańska[11]
- 1985 – prowadzenie – „Lecimy” z cyklu „Dziecko potrafi” – scenariusz i reżyseria Krzysztof Jaślar, kierownik muzyczny Zbigniew Górny, scenografia Marek Grabowski
- 1985 – „6 DNI Z ŻYCIA KOLONISTY”, scenariusz i reżyseria Krzysztof Deszczyński, scenografia Wojciech Müller, muzyka Zbigniew Górny i Andrzej Mikołajczak, wykonawcy: Jacek Baszkiewicz, Andrzej Czerski, Bohdan Smoleń, Krzysztof Deszczyński; produkcja Marek Szpendowski – ZAKR Poznań[11]
- 1986 – prowadzenie – „Między burzą a kałużą” z cyklu „Dziecko potrafi” – scenariusz i reżyseria Krzysztof Jaślar, kierownik muzyczny Zbigniew Górny, scenografia Marek Grabowski
- 1987 – scenariusz, reżyseria, prowadzenie – „Urodziny” z cyklu „Dziecko potrafi”, scenografia Marek Grabowski, kier. muz. Zbigniew Górny
- 1987 – Scena na Piętrze: „BALANS NA LINIE” wg „Pan Drops i jego trupa” Jana Brzechwy, scenariusz i reżyseria Krzysztof Deszczyński, scenografia Wojciech Müller, muzyka Zbigniew Górny; wykonawcy: Krystyna Frąckowiak, Barbara Śmiełowska, Wojciech Michalski, Krzysztof Deszczyński, piosenki śpiewają: Bożena Krzyżanowska, Jacek Różański, Leszek Łotocki ; produkcja Estrada Poznańska[11]
- 1988 – scenariusz, reżyseria, prowadzenie – „Kolej na kolej” z cyklu „Dziecko potrafi”, scenografia Marek Grabowski, kier. muz. Zbigniew Górny
- 1989 – scenariusz, reżyseria, prowadzenie – „Dzieciarnia w Oriencie” z cyklu „Dziecko potrafi”, scenografia Marek Grabowski
- 1990 – „Na planie filmu AMERYKA, ACH AMERYKA", scenariusz, reżyseria i prowadzenie Krzysztof Deszczyński, scenografia Marek Grabowski, wykonawcy: Mieczysław Szcześniak, Ryszard Rynkowski, Anna Jurksztowicz, Danuta Błażejczyk, Marek Bałata, Jacek Baszkiewicz, Bohdan Smoleń, Nina Gocławska, konsultant do spraw filmu Wojciech Wójcik, produkcja Estrada Poznańska[11]
- 1990 czerwiec – program kabaretowy dla dzieci „O!!! SMOLONE NOSY”, scena Olimpia, scenariusz i reżyseria Krzysztof Deszczyński, scenografia Wojciech Müller, wykonawcy: Jacek Baszkiewicz, Andrzej Czerski, Aleksander Gołębiowski, Bohdan Smoleń i Krzysztof Deszczyński[11]
- 1990 sierpień – ceremonia otwarcia i zamknięcia oraz ceremonie wręczania medali; reżyseria Krzysztof Deszczyński, wykonawcy: Modelki Mody Polskiej, kostiumy Jerzy Antkowiak, Polski Teatr Tańca – spektakl na wodzie w reżyserii i choreografii Ewy Wycichowskiej, pt. „Faust goes rock”, z muzyką „The Shade” (niemieckiego zespołu śpiewającego po angielsku), librettem Ewy Wycichowskiej i Jürgena Rosenthala, Fausta – Mistrza tańczył Ryszard Węgrzynek, a Mefista Ewa Wycichowska oraz cały Zespół; produkcja Estrada Poznańska; zczyński[11]
- 1990 wrzesień – program kabaretowy „OBY NAM SIĘ UDAŁO”, Bohdan Smoleń i kabaret Pod Spodem, scenariusz Andrzej Czerski, reżyseria Krzysztof Deszczyński; wykonawcy: Bohdan Smoleń i kabaret Pod Spodem: Jacek Baszkiewicz, Andrzej Czerski, Aleksander Gołębiowski, Krzysztof Gruszka, prawie zawsze – Kabaret Klika, w każdej chwili – Jan Kaczmarek, od czasu do czasu – Ada Jurksztowicz albo Danuta Błażejczyk, być może – Krzysztof Jaroszyński, prawdopodobnie – Krzysztof Daukszewicz, najczęściej Beatlesów śpiewają Żuki, bardzo często choć nie zawsze Stanisław Tym, na pewno nie wystąpi Janusz Rewiński, o czym z żalem zawiadamiamy – Firma Smoleń i Deszczyński[11]
- 1991 – scenariusz, reżyseria, prowadzenie – „Królowa Śniegu – Antarktyda” z cyklu „Dziecko potrafi”, scenografia Wojciech Müller
- 1992 – scenariusz, reżyseria, prowadzenie – „Safari, Safari” z cyklu „Dziecko potrafi”, scenografia Wojciech Müller[11]
- 1992 – Kabaret Bohdana Smolenia „HURTOWNIA POLSKA”, scenariusz Jan Tadeusz Stanisławski i Krzysztof Deszczyński, reżyseria Krzysztof Deszczyński, wykonawcy: Julia Rosińska, Marzena Osiewicz, Jan Tadeusz Stanisławski, Grzegorz Rekliński, Rafał Piechota, Bohdan Smoleń[11]
- 1992 – „Hurtownia Polska” – program telewizyjny 6 odcinków dla TVP2, reżyseria telewizyjna Krzysztof Haich[11]
- 1992 – premiera płyty Bohdana Smolenia „Stawiam wciąż na Lecha”, teksty piosenek: Zbigniew Książek, muzyka Jerzy Jarosław Dobrzyński; produkcja Firma Smoleń i Deszczyński[11]
- 1993 – scenariusz, reżyseria, prowadzenie – „Popołudniowa Ameryka” z cyklu „Dziecko potrafi”, scenografia Wojciech Müller[11]
- 1994 – scenariusz, reżyseria, prowadzenie – „Znowu Pali się” z cyklu „Dziecko potrafi”, scenografia Wojciech Müller
- 1994 – premiera książki „PANIE SMOLEŃ! CO TAM SŁYCHAĆ U LASKOWIKA?” – Krzysztof Deszczyński, wydawca Firma Smoleń i Deszczyński[11]
- 1995 – Cotygodniowy program radiowy „BODZIO WĘZEŁ” dla 17 rozgłośni radiowych Polskiego Radia, scenariusz i reżyseria Krzysztof Deszczyński, wykonawcy: Bohdan Smoleń i Marcin Samolczyk[11]
- 1995 – Kabaret Bohdana Smolenia „BO CO SIĘ NIE ROBI DLA KRAJU, CZYLI POLSKIE BLA BLA BLA” scenariusz i reżyseria Krzysztof Deszczyński, wykonawcy: Marcin Samolczyk, Józef Romek, Grzegorz Rekliński, Bohdan Smoleń[11]
- 1997 – Kabaret Bohdana Smolenia „JUBILEUSZ, CZYLI 50 LAT WĄTROBY BOHDANA SMOLENIA”, scenariusz i reżyseria Krzysztof Deszczyński, wykonawcy: Marcin Samolczyk, Józef Romek, Grzegorz Rekliński, Bohdan Smoleń[11]
- 1997 – książka „Jubileusz, czyli 50 lat Wątroby Bohdana Smolenia” Krzysztof Deszczyński oraz limitowana seria w specjalnej kartonowej oprawie z 50 ml wódki „Bania Bogusia” i listek tabletek Raphacholin[11]
- 1997 – Płyta „Jubileusz, czyli 50 lat Wątroby Bohdana Smolenia”, wydawnictwo Pomaton EMI, teksty piosenek Krzysztof Deszczyński, muzyka Sławomir Sokołowski[11]
- 2003 – Kabaret Bohdana Smolenia – program kabaretowy „NOWY RZĄD, STARA BIDA”, scenariusz i reżyseria Krzysztof Deszczyński, wykonawcy: Marcin Samolczyk, Józef Romek, Grzegorz Rekliński, Bohdan Smoleń[11]
- 2004 – Polskie Radio S.A. Program 3 i Kwadrat-Expo Com.Pl wydają  płytę, pt. „BOHDAN SMOLEŃ… aaatam cicho być… HISTORIA po TEY-u… aaatam cicho być…”[11]
- 2007, 2 marca – Bielefeld, ostatni występ Kabaretu Bohdana Smolenia (w składzie: Marcin Samolczyk, Józef Romek, Grzegorz Rekliński, Bohdan Smoleń) odbył się w Niemczech, w Bielefeld,  organizator Grzegorz Suchy[11]
- 2008 – produkcja płyty „LORANC śpiewa  JAKUBCZAK” – wydana przez 4ever Music i Warner Music Poland; zawiera szlagiery tragicznie zmarłej Ludmiły Jakubczak, m.in. „Gdy mi Ciebie zabraknie”, „Szeptem”, „Alabama” czy w języku brazylijskim „W zielonym zoo" – wszystkie w rytmach samby i bossa novy śpiewa Iwona Loranc, laureatka Grand Prix Przeglądu Piosenki Aktorskiej we Wrocławiu w 2002[11]
- 2015 – scenariusz, reżyseria – musical dla dzieci „Dookoła Karuzeli, czyli Dziecko Potrafi” premiera w Teatrze Muzycznym w Poznaniu 16 maja 2015[12].
- 2016 – scenariusz, reżyseria – spektakl „Idę w Tango”, oparty na tekstach piosenek Mariana Hemara, z udziałem aktorki Agnieszki Różańskiej, zespołu LA VITA, tancerza Marcina Kaczmarka i ze specjalnym udziałem tancerki Pauliny Wycichowskiej, 16 października 2016[13].
- 2016 – wydał książkę fotograficzną „Kolory Deszcza… Birma”. Wydawnictwo SORUS, 01 grudnia 2016 r.[14]
- 2019 – wydał książkę „Kolory Deszcza… Kuglarze”. Wydawnictwo Miejskie Posnania[11]